# Division 1 1997-98
La División 1 1997-98 fue la 58.ª temporada del fútbol francés profesional. RC Lens resultó campeón con 68 puntos, obteniendo su primer título de campeón de Francia.

## Equipos participantes
| Equipo                 | Ciudad      | Estadio                 |
| ---------------------- | ----------- | ----------------------- |
| AJ Auxerre             | Auxerre     | L'Abbé-Deschamps        |
| SC Bastia              | Bastia      | Armand Cesari           |
| FCG Bordeaux           | Burdeos     | Parc Lescure            |
| AS Cannes              | Cannes      | Pierre de Coubertin     |
| LB Châteauroux         | Châteauroux | Gaston Petit            |
| EA Guingamp            | Guingamp    | Stade du Roudourou      |
| Le Havre AC            | El Havre    | Jules Deschaseaux       |
| RC Lens                | Lens        | Félix Bollaert          |
| Olympique de Lyon      | Lyon        | Gerland                 |
| Olympique de Marseille | Marsella    | Vélodrome               |
| FC Metz                | Metz        | Saint-Symphorien        |
| AS Monaco FC           | Mónaco      | Luis II                 |
| Montpellier HSC        | Montpellier | La Mosson               |
| FC Nantes              | Nantes      | La Beaujoire            |
| Paris Saint-Germain    | París       | Parque de los Príncipes |
| Stade Rennes           | Rennes      | Route de Lorient        |
| RC Strasbourg          | Estrasburgo | La Meinau               |
| Toulouse FC            | Toulouse    | Stadium de Toulouse     |

## Tabla de posiciones
| Pos. | Equipo              | Pts. | PJ | G  | E  | P  | GF | GC | Dif. | Clasificación                                                      |
| ---- | ------------------- | ---- | -- | -- | -- | -- | -- | -- | ---- | ------------------------------------------------------------------ |
| 1    | Lens (C)            | 68   | 34 | 21 | 5  | 8  | 55 | 30 | +25  | Clasificado a la fase de grupos de la Liga de Campeones de la UEFA |
| 2    | Metz                | 68   | 34 | 20 | 8  | 6  | 48 | 28 | +20  | Clasificado a la segunda ronda de la Liga de Campeones de la UEFA  |
| 3    | Monaco              | 59   | 34 | 18 | 5  | 11 | 51 | 33 | +18  | Clasificado a la tercera ronda de la Copa de la UEFA               |
| 4    | Marseille           | 57   | 34 | 16 | 9  | 9  | 47 | 27 | +20  | Clasificado a la tercera ronda de la Copa de la UEFA               |
| 5    | Bordeaux            | 56   | 34 | 15 | 11 | 8  | 49 | 41 | +8   | Clasificado a la tercera ronda de la Copa de la UEFA               |
| 6    | Lyon                | 53   | 34 | 16 | 5  | 13 | 39 | 37 | +2   | Clasificado a la tercera ronda de la Copa de la UEFA               |
| 7    | Auxerre             | 51   | 34 | 14 | 9  | 11 | 55 | 45 | +10  | Clasificado a la tercera ronda de la Copa Intertoto de la UEFA     |
| 8    | Paris Saint-Germain | 50   | 34 | 14 | 8  | 12 | 43 | 35 | +8   | Clasificado a la primera ronda de la Recopa de Europa              |
| 9    | Bastia              | 50   | 34 | 13 | 11 | 10 | 36 | 31 | +5   | Clasificado a la tercera ronda de la Copa Intertoto de la UEFA     |
| 10   | Le Havre            | 44   | 34 | 10 | 14 | 10 | 38 | 35 | +3   |                                                                    |
| 11   | Nantes              | 41   | 34 | 11 | 8  | 15 | 35 | 41 | −6   |                                                                    |
| 12   | Montpellier         | 41   | 34 | 10 | 11 | 13 | 32 | 42 | −10  |                                                                    |
| 13   | Strasbourg          | 37   | 34 | 9  | 10 | 15 | 39 | 43 | −4   |                                                                    |
| 14   | Rennes              | 36   | 34 | 9  | 9  | 16 | 36 | 48 | −12  |                                                                    |
| 15   | Toulouse            | 36   | 34 | 9  | 9  | 16 | 26 | 46 | −20  |                                                                    |
| 16   | Guingamp (D)        | 35   | 34 | 9  | 8  | 17 | 30 | 42 | −12  | Descenso a Division 2                                              |
| 17   | Châteauroux (D)     | 31   | 34 | 8  | 7  | 19 | 31 | 59 | −28  | Descenso a Division 2                                              |
| 18   | Cannes (D)          | 28   | 34 | 7  | 7  | 20 | 32 | 59 | −27  | Descenso a Division 2                                              |

 Fuente: BDFútbol

## Resultados
| Local \ Visitante   | AUX | BAS | BOR | CAN | CHA | GUI | HAV | LEN | LYO | MAR | MET | MOC | MOT | NAT | PSG | REN | STR | TOU |
| ------------------- | --- | --- | --- | --- | --- | --- | --- | --- | --- | --- | --- | --- | --- | --- | --- | --- | --- | --- |
| Auxerre             | —   | 2–0 | 4–2 | 1–1 | 5–0 | 1–0 | 0–0 | 1–1 | 1–2 | 2–1 | 0–0 | 3–1 | 3–1 | 3–1 | 2–3 | 4–0 | 1–2 | 3–1 |
| Bastia              | 1–2 | —   | 4–1 | 5–1 | 1–1 | 1–0 | 2–0 | 1–0 | 0–1 | 1–1 | 0–0 | 1–0 | 2–1 | 2–1 | 2–0 | 0–0 | 2–0 | 0–0 |
| Bordeaux            | 3–2 | 2–0 | —   | 0–1 | 1–0 | 4–2 | 2–1 | 3–0 | 0–0 | 2–0 | 2–2 | 1–0 | 3–1 | 1–1 | 0–0 | 2–2 | 4–4 | 3–1 |
| Cannes              | 2–3 | 1–1 | 0–2 | —   | 2–2 | 1–3 | 1–1 | 0–2 | 1–0 | 3–3 | 1–1 | 1–2 | 1–0 | 2–3 | 0–1 | 1–1 | 1–0 | 0–1 |
| Châteauroux         | 3–2 | 1–1 | 1–0 | 1–2 | —   | 2–2 | 2–1 | 2–1 | 2–3 | 0–3 | 1–2 | 0–2 | 0–1 | 1–2 | 2–1 | 1–0 | 2–0 | 2–1 |
| Guingamp            | 1–1 | 0–0 | 0–1 | 3–1 | 0–0 | —   | 1–2 | 2–1 | 0–1 | 1–1 | 0–1 | 1–2 | 1–2 | 1–0 | 0–0 | 1–0 | 0–0 | 2–0 |
| Le Havre            | 2–2 | 2–1 | 0–0 | 2–0 | 5–0 | 0–0 | —   | 0–1 | 1–3 | 1–1 | 2–1 | 1–1 | 4–0 | 1–0 | 1–1 | 1–1 | 1–1 | 1–1 |
| Lens                | 3–0 | 5–1 | 1–0 | 5–4 | 1–0 | 1–0 | 0–0 | —   | 3–0 | 0–1 | 1–1 | 1–0 | 0–0 | 0–0 | 3–0 | 3–0 | 3–2 | 2–0 |
| Lyon                | 1–0 | 0–2 | 1–1 | 2–0 | 2–1 | 1–0 | 0–1 | 1–3 | —   | 2–1 | 0–1 | 0–3 | 1–2 | 0–0 | 1–0 | 3–1 | 3–1 | 0–0 |
| Marseille           | 4–0 | 1–0 | 1–0 | 2–0 | 2–0 | 3–0 | 3–1 | 2–3 | 1–0 | —   | 2–0 | 1–1 | 0–0 | 1–0 | 0–0 | 0–1 | 0–0 | 2–0 |
| Metz                | 3–0 | 0–1 | 4–1 | 2–0 | 2–0 | 2–1 | 2–0 | 0–2 | 1–0 | 3–2 | —   | 3–0 | 0–1 | 3–2 | 2–1 | 1–0 | 1–0 | 2–1 |
| Monaco              | 0–1 | 1–0 | 5–2 | 0–1 | 2–2 | 1–0 | 2–0 | 0–1 | 2–1 | 2–0 | 1–2 | —   | 4–0 | 3–2 | 3–0 | 1–0 | 3–2 | 0–1 |
| Montpellier         | 1–1 | 1–1 | 0–1 | 1–0 | 1–0 | 2–3 | 1–1 | 1–2 | 1–1 | 0–0 | 0–1 | 0–2 | —   | 2–0 | 2–1 | 2–0 | 1–1 | 4–0 |
| Nantes              | 0–2 | 0–1 | 1–2 | 1–2 | 3–1 | 2–0 | 2–0 | 1–0 | 3–2 | 1–0 | 1–1 | 1–1 | 1–1 | —   | 0–0 | 1–1 | 2–1 | 0–1 |
| Paris Saint-Germain | 1–0 | 2–0 | 0–1 | 3–1 | 2–0 | 4–2 | 0–2 | 2–0 | 3–0 | 1–2 | 1–1 | 1–2 | 1–1 | 0–1 | —   | 4–1 | 2–1 | 1–1 |
| Rennes              | 1–1 | 2–0 | 0–0 | 2–0 | 3–0 | 1–2 | 2–2 | 2–3 | 0–3 | 0–2 | 2–2 | 2–1 | 2–0 | 3–0 | 1–2 | —   | 3–1 | 1–0 |
| Strasbourg          | 1–1 | 1–1 | 0–0 | 2–0 | 2–0 | 0–1 | 0–1 | 2–1 | 1–2 | 2–0 | 2–0 | 0–0 | 3–0 | 1–2 | 0–3 | 3–1 | —   | 2–0 |
| Toulouse            | 2–1 | 1–1 | 2–2 | 1–0 | 1–1 | 3–0 | 1–0 | 1–2 | 0–2 | 0–4 | 0–1 | 1–3 | 1–1 | 1–0 | 0–2 | 1–0 | 1–1 | —   |

Promovidos de la División 2, que jugarán en la División 1 1998/99
- - AS Nancy : campeón de la División 2
  - FC Lorient : segundo lugar
  - FC Sochaux-Montbéliard : tercer lugar

## Goleadores
| #  | Jugador            | Nacionalidad                    | Club                | Goles |
| -- | ------------------ | ------------------------------- | ------------------- | ----- |
| 1  | Stéphane Guivarc'h | Francia                         | AJ Auxerre          | 21    |
| 2  | David Trezeguet    | Francia                         | AS Monaco           | 18    |
| 3  | Victor Ikpeba Nosa | Nigeria                         | AS Monaco           | 16    |
| 4  | Lilian Laslandes   | Francia                         | Bordeaux            | 14    |
| 4  | Anto Drobnjak      | República Federal de Yugoslavia | RC Lens             | 14    |
| 6  | Marco Simone       | Italia                          | Paris SG            | 13    |
| 6  | Bruno Rodríguez    | Francia                         | FC Metz             | 13    |
| 8  | Jocelyn Gourvennec | Francia                         | FC Nantes           | 12    |
| 9  | Stéphane Ziani     | Francia                         | RC Lens             | 11    |
| 9  | Laurent Blanc      | Francia                         | Olympique Marseille | 11    |
| 9  | Robert Pirès       | Francia                         | FC Metz             | 11    |
| 12 | Sylvain Wiltord    | Francia                         | Bordeaux            | 10    |
| 12 | Alain Caveglia     | Francia                         | Olympique Lyonnais  | 10    |
| 12 | Xavier Gravelaine  | Francia                         | Olympique Marseille | 10    |
| 12 | Raí                | Brasil                          | Paris SG            | 10    |
| 14 | Joel Tiéhi         | Costa de Marfil                 | Toulouse FC         | 10    |
| 17 | Tony Vairelles     | Francia                         | RC Lens             | 9     |
| 17 | Fabrizio Ravanelli | Italia                          | Olympique Marseille | 9     |

## Promedio de espectadores
| Equipo              | Promedio |
| ------------------- | -------- |
| Paris Saint-Germain | 36,664   |
| Marseille           | 28,257   |
| Lens                | 27,959   |
| Nantes              | 23,303   |
| Lyon                | 22,808   |
| Bordeaux            | 21,019   |
| Metz                | 16,353   |
| Toulouse            | 14,573   |
| Montpellier         | 12,992   |
| Rennes              | 12,789   |
| Le Havre            | 11,192   |
| Auxerre             | 10,054   |
| Monaco              | 7,156    |
| Bastia              | 5,825    |
| Strasbourg          | 5,225    |